# Atlas.cz
Atlas.cz je český internetový portál. Patří do portfolia produktů společnosti Economia, jež vlastní i portál Centrum.cz.

## Historie společnosti
Internetový portál Atlas.cz vznikl v roce 1997 jako demonstrace skriptovacího jazyka ASP. Později se spojil se společností Microsoft, který zapojil vyhledávač Atlas do sítě portálů MSN.
Tato spolupráce trvala do roku 2001. V roce 2000 vstoupil investor II. EPIC Holding a začala expanze na Slovensko a Ukrajinu, kde byly založeny sesterské portály Atlas.sk a Atlasua.net. Od srpna 2003 nabízel Atlas.cz také připojení k internetu přes modem. V roce 2004 společnosti Microsoft a Atlas.cz začaly opět spolupracovat na portálu MSN. Ten však později přestal být v ČR společností Microsoft podporován. V březnu 2006 se stal novým generálním ředitelem Atlasu David Duroň. S jeho nástupem byl odstartován rozsáhlý projekt s názvem „Restart“, jehož cílem bylo stát se do roku 2008 dvojkou české portálové scény. Na základě oficiálních statistik zveřejněných dne 26. října 2006 dopoledne společností NetMonitor, se za září 2006 umístil Atlas.cz na druhém místě v nejvyšší návštěvnosti mezi internetovými portály v České republice.[zdroj?] Důvodem tohoto umístění však bylo provozování webové aplikace Jizdnirady.cz [zdroj?]. Atlas.cz navštívilo v září více než dva miliony dvě stě tisíc unikátních uživatelů. Za rok 2007 vykázal Atlas.cz ztrátu 344 tisíc korun při tržbách 187 milionů korun, kumulovaná ztráta společnosti přesáhla 100 milionů korun.
26. února 2008 byla oznámena integrace Atlas.cz a Centrum.cz. 1. dubna 2008 spustila skupina vývojářů Atlas.cz stránky Odpojeni.cz a zveřejnila protest proti průběhu integrace. Protest byl doplněn tabulkou nespokojených zaměstnanců, kteří podali nebo se chystali podat výpověď. 26. května 2008 se provozovatelem portálu Atlas.cz stává společnost Centrum Holdings (dříve NetCentrum), která provozovala také Centrum.cz, Aktualne.cz, Xchat.cz nebo Žena.cz a kterou plně vlastnil americký fond Warburg Pincus. Komunikace, komunity a obsah se stávají hlavními pilíři strategie firmy Centrum Holdings. 29. srpna 2008 vyšel na Lupě článek o tom, zda se nechystá konec portálu Atlas.cz.

## ICQ v češtině
26. září 2006 Atlas.cz spustil českou verzi klienta ICQ. Verze Atlas ICQ je v češtině, doplněná hrami a nabízí možnost posílání SMS zdarma do sítě O2, Vodafone a T-Mobile. Nevýhodou této verze ve srovnání s předchozími je pomalejší načítání a zobrazování rušivých reklam.